# Пенелопа рогата
Пенелопа рогата (Oreophasis derbianus) — вид куроподібних птахів родини краксових (Cracidae).

## Поширення
Вид поширений у горах Сьєрра-Мадре-де-Чіапас на півдні Мексики та на заході Гватемали. Траплявся на півночі Гондурасу, але там вимер. Мешкає у вологих гірських вічнозелених лісах на висотах від 2300 до 3100 метрів. Іноді може спускатися в долини на висоту до 1200 метрів.

## Опис
Великий птах, завдовжки 75-75 см. Оперення верхніх частин тіла глянцево чорне з блакитними відблисками. На голові є великий червоний гребінь. Забарвлення шиї, грудей і верхньої частини живота біле з численними чорними смужками. На підборідді є червоні нарости. Стегна і низ живота коричневі. Довгий чорний хвіст оточений широкою білою смугою біля основи. Дзьоб жовтий, а ноги червоного кольору.

## Спосіб життя
Раціон складається з фруктів, зеленого листя та дрібних безхребетних. Воду п'є з бромелій. Гніздиться влітку високо на деревах біля водойм. Самиця відкладає два яйця, які висиджує 35 днів.